# Environmental Film Festival Network

Logo

Das Environmental Film Festival Network (EFFN, dt.: „Netzwerk des Umwelt-Filmfestivals“) ist ein Zusammenschluss von Filmfestivals aus aller Welt, die sich dem Umweltfilm widmen. 

## Geschichte
Das EFFN wurde 2008 in Barcelona neu gegründet, aufbauend auf seinem Vorläufer, dem bereits 2002 dort gegründeten EEFFN (European Environmental Film Festival Network), das seinen Sitz jedoch in Turin hatte.

## Festivals
Zu seinen angeschlossenen Festivals, den „EFFN Friends“, gehören folgende Festivals:
- Santa Rosa International Film Festival, a Wine Country Film Festival (Santa Rosa (Kalifornien), USA, gegründet 1987)
- FICMA – Festival Internacional de Cinema del Medi Ambient (auch International Environmental Film Festival, Barcelona, Katalonien, gegründet 1994)
- CineEco – Festival Internacional de Cinema e Vídeo de Ambiente da Serra da Estrela (Seia, Portugal, gegründet 1995)
- The Environmental Film Festival in the Nation’s Capital (Washington, D.C., USA, gegründet 1993)
- Festival Internacional de Cine Ecológico y de la Natureza de Canarias (Puerto de la Cruz, Spanien, gegründet 1996)
- CinemAmbiente – Environmental Film Festival (Turin, Italien, gegründet 1998)
- FICA – Festival Internacional de Cinema e Vídeo Ambiental (Goiás, Brasilien, gegründet 1999)
- Kathmandu International Mountain Film Festival (KIMFF) (Kathmandu, Nepal, gegründet 2000)
- DOKUFEST – International Documentary and Shortfilm Festival (Prizren, Kosovo, gegründet 2002)
- SYRCL’s Wild & Scenic Film Festival (Nevada City, USA, gegründet 2002)
- Reel Earth Environmental Film Festival (Palmerston North, Neuseeland, gegründet 2004)
- Ocean Film Festival (San Francisco, USA, gegründet 2004)
- EcoVision (Palermo, Italien, gegründet 2005)
- Ecocinema  (Jerusalem, Israel, gegründet 2006)
- EcoFocus Film Festival (Athens (Georgia), USA, gegründet 2007)
- Iberminuto (Madrid, Spanien, gegründet 2007)
- Festival Internacional de Cine Cancún Riviera Maya (Cancún, Mexiko, gegründet 2009)
- Sembrando Cine (Lima, Peru, gegründet 2009)
- Cinema Planeta – El Festival Internacional de Cine y Medio Ambiente (Mexiko-Stadt, Mexiko, gegründet 2009)
- Environmental Film Festival of Accra (Accra, Ghana, gegründet 2010)
- FRICINE – Festival Internacional de Cinema Socioambiental de Nova Friburgo (Nova Friburgo, Brasilien, gegründet 2011)
- Green Nation Fest (Rio de Janeiro, Brasilien, gegründet 2012)